# Jacob Frank
Jacob Joseph Frank, o Jakob Joseph Franck (nacido como Jakub Lejbowicz, Korolówka, entonces Polonia, ahora Ucrania, 1726-Offenbach del Meno, Alemania, 10 de diciembre de 1791), fue un judío polaco, creador del frankismo y un pretendiente judío a la mesianidad en la línea antinomista de Shabtai Tzvi (un rabino que se declaró a sí mismo el Mesías judío en 1648).
Defendía la transgresión y lo orgiástico. Cuando sus orgías sexuales causaron estupor en Polonia tuvo que huir y refugiarse en Turquía, donde, a imitación de Shabtai Tzvi, se convirtió al islam. Esto le permitió moverse con facilidad, entrar y salir de Polonia y organizar una red sabatiana clandestina que pronto se extendió a la totalidad de Polonia, Ucrania, Galitzia y Hungría. Sus discípulos se separaron del judaísmo, y se convirtieron al catolicismo alegando que sus doctrinas eran las mismas que el cristianismo y manteniendo en secreto rituales y creencias del frankismo.